# Metal: A Headbanger's Journey
Metal: Uma Jornada pelo Mundo do Heavy Metal ou Metal: A Headbanger's Journey (em língua inglesa) é um documentário de 2005 dirigido por Sam Dunn com Scot McFadyen e Jessica Wise. O documentário apresenta o antropólogo canadense Sam Dunn de 31 anos, que se tornou fã do heavy metal aos 12 anos, em jornada pelo mundo obtendo as mais diversas opiniões e perspectivas sobre o gênero musical conhecido por heavy metal, incluindo as suas origens, temáticas, estéticas, controvérsias, bem como as razões pelas quais tanto é admirado e amado pelas mais diversas pessoas. O documentário estreou em 2005 no Festival Internacional de Toronto e foi lançado em uma edição dupla em DVD nos Estados Unidos em 19 de Setembro de 2006. Em 2008 uma continuação do documentário foi produzida e intitulada por Global Metal.

## Conteúdo
O documentário mostra alguns criadores e algumas características de alguns dos subgêneros do heavy metal, incluindo glam metal, new wave of british heavy metal, power metal, thrash metal, death metal, black metal e nu metal. Sam Dunn usa uma árvore genealógica (que aparece em vários momentos do documentário), do tipo fluxograma, para documentar alguns dos mais populares subgêneros do heavy metal. Alguns momentos de destaque incluem Sam Dunn fazendo uma viagem para o Wacken Open Air, uma entrevista com Dee Snider do Twisted Sister, que fornece uma análise da Associação de Pesquisa Americana voltada para música PMRC e entrevistas com várias bandas norueguesas do black metal.

## Entrevistas

### Músicos
| Artista                       | Banda                    | Nacionalidade                  |
| ----------------------------- | ------------------------ | ------------------------------ |
| Angela Gossow                 | Arch Enemy               | Cologne, Alemanha              |
| Tom Morello                   | Rage Against the Machine | Cidade de Nova York, Nova York |
| Ronnie James Dio              | Dio, Heaven and Hell     | Portsmouth, New Hampshire      |
| Tony Iommi                    | Black Sabbath            | Aston, Inglaterra              |
| Alice Cooper                  | Alice Cooper             | Detroit, Michigan              |
| George "Corpsegrinder" Fisher | Cannibal Corpse          | Buffalo, Nova York             |
| Alex Webster                  | Cannibal Corpse          | Buffalo, Nova York             |
| Ihsahn                        | Emperor                  | Notodden, Noruega              |
| Samoth                        | Emperor                  | Tromsø, Noruega                |
| Grutle Kjellson               | Enslaved                 | Rogaland, Noruega              |
| Kim McAuliffe                 | Girlschool               | Londres, Inglaterra            |
| Jackie Chambers               | Girlschool               | Londres, Inglaterra            |
| Gaahl                         | Gorgoroth                | Espedal, Noruega               |
| Jørn Tunsberg                 | Hades Almighty           | Noruega                        |
| Bruce Dickinson               | Iron Maiden              | Worksop, Inglaterra            |
| Mercedes Lander               | Kittie                   | London Ontario                 |
| Morgan Lander                 | Kittie                   | London, Ontario                |
| James "Munky" Shaffer         | Korn                     | Rosedale, Califórnia           |
| Randy Blythe                  | Lamb of God              | Richmond, Virginia             |
| Mark Morton                   | Lamb of God              | Richmond, Virginia             |
| Blasphemer                    | Mayhem                   | Noruega                        |
| Necrobutcher                  | Mayhem                   | Noruega                        |
| Vince Neil                    | Mötley Crüe              | Los Angeles, Califórnia        |
| Lemmy                         | Motörhead                | Stoke-on-Trent, Inglaterra     |
| Geddy Lee                     | Rush                     | Willowdale, Ontario            |
| Tom Araya                     | Slayer                   | Viña del Mar, Chile            |
| Kerry King                    | Slayer                   | Los Angeles, Califórnia        |
| Joey Jordison                 | Slipknot                 | Des Moines, Iowa               |
| Corey Taylor                  | Slipknot                 | Des Moines, Iowa               |
| John Kay                      | Steppenwolf              | Toronto, Ontario               |
| Dee Snider                    | Twisted Sister           | Massapequa, Nova York          |
| Snake                         | Voivod                   | Jonquière, Quebec              |
| Piggy                         | Voivod                   | Jonquière, Quebec              |
| Doro Pesch                    | Doro                     | Düsseldorf, Alemanha           |
| Rob Zombie                    | White Zombie, Rob Zombie | Haverhill, Massachusetts       |

### Outros
- Bob Ezrin, produtor das bandas Alice Cooper, Kiss, Pink Floyd e Hanoi Rocks.
- Deena Weinstein, socióloga.
- Robert Walser, estudioso de música.
- Malcolm Dome, jornalista, escritor e DJ.
- Mike Guitor.
- Sam Guitor, fã de heavy metal.
- Joe Bottiglieri, fã de heavy metal.
- Chuck Klosterman, escritor.
- Eric Bryan, fã de heavy metal e baixista.
- Robert Kampf, fundador da Century Media.
- Joey Severance, gerente de turnês.
- Eddie Trunk, DJ.
- Rob Jones, DJ.
- Pamela Des Barres, groupie, autora de I'm With The Band.
- Donna Gaines, socióloga.
- Gavin Baddeley, escritor.
- Monte Conner, senior VP A&R da Roadrunner Records.
- Rolf Rasmussen, ministro assessor da Igreja Asane.
- Brian Slagel, dono da Metal Blade Records.
- Rose Dyson, escritor.
- Keith Kahn-Harris, escritor.

## Árvore genealógica do heavy metal

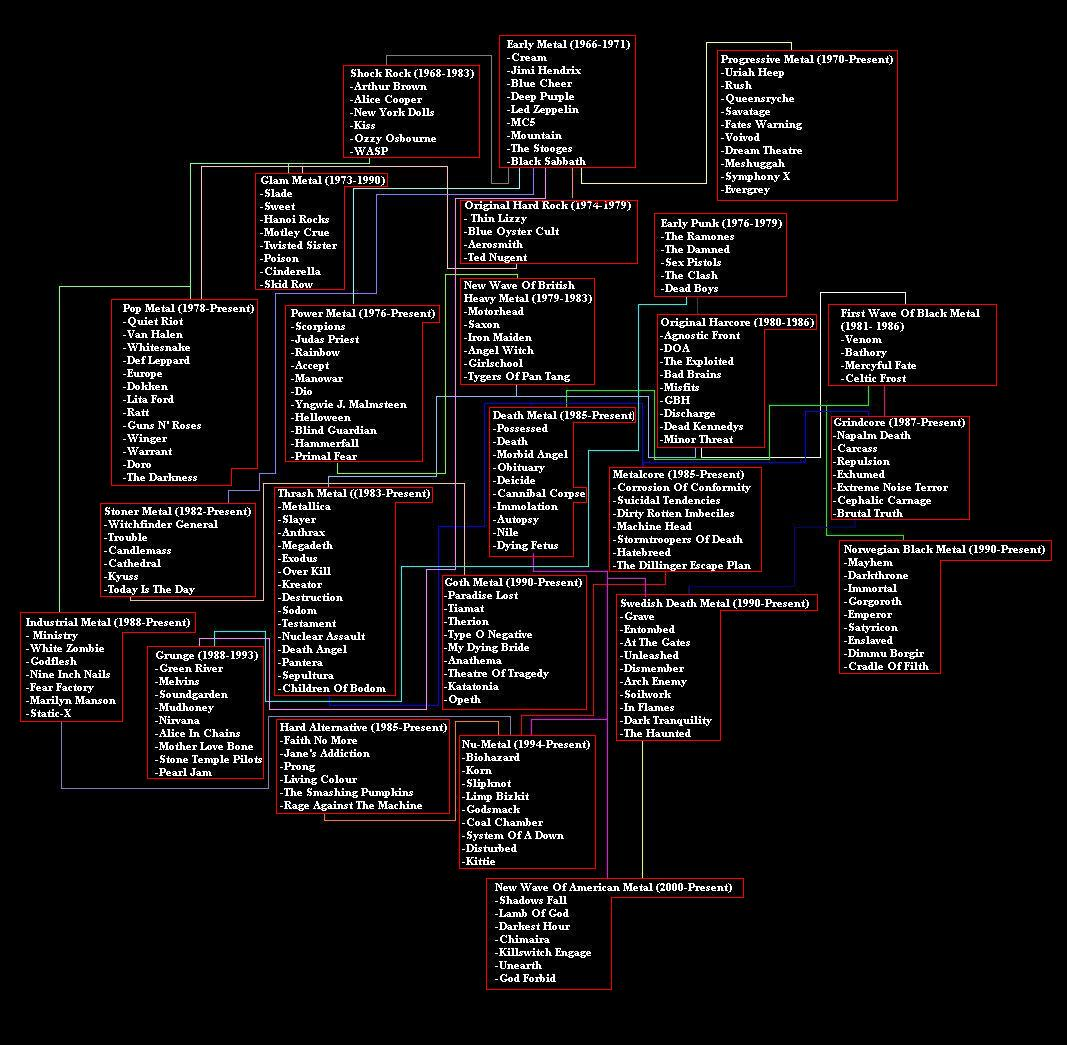
Gráfico dos subgêneros do heavy metal mostrados no documentário.

O gráfico do documentário de Sam Dunn documenta a progressão de 24 subgêneros do heavy metal que surgiram ao longo do tempo, enquanto também tenta listar os principais exemplos de bandas que se enquadram em cada categoria. 
Ao lado está uma versão digitada do referido gráfico, que pode ser encontrado no segundo disco da edição especial do documentário de DVD.
- Early metal (1966 − 1971)

Cream; Jimi Hendrix; Blue Cheer; Deep Purple; Led Zeppelin; MC5; Mountain; The Stooges; Black Sabbath
- Original hard rock (1974 − 1979)

Thin Lizzy; Blue Öyster Cult; Aerosmith; AC/DC; Ted Nugent
- Shock rock (1968 − 1983)

Arthur Brown; Alice Cooper; New York Dolls; Kiss; Ozzy Osbourne; W.A.S.P.
- Early punk (1976 − 1979)

The Ramones; The Damned; Sex Pistols; The Clash; The Dead Boys
- Power metal (1976 − presente)

Scorpions; Judas Priest; Rainbow; Accept; Manowar; Dio; Yngwie J. Malmsteen; Helloween; Blind Guardian; HammerFall; Primal Fear
- New Wave of British Heavy Metal (1979 − 1983)

Motörhead; Saxon; Iron Maiden; Angel Witch; Girlschool; Tygers of Pan Tang; Diamond Head
- Progressive metal (1970 − presente)

Uriah Heep; Rush; Queensrÿche; Savatage; Fates Warning; Voivod; Dream Theater; Meshuggah; Symphony X; Evergrey
- Glam metal (1973 − 1990)

Slade; Sweet; Hanoi Rocks; Mötley Crüe; Twisted Sister; Poison; Cinderella; Skid Row
- Pop metal (1978 − presente)

Quiet Riot; Van Halen; Whitesnake; Def Leppard; Europe; Dokken; Lita Ford; Ratt; Guns N' Roses; Winger; Warrant ; Doro; The Darkness
- Stoner metal (1982 − presente)

Witchfinder General; Trouble; Candlemass; Cathedral; Kyuss; Today Is the Day
- Original hardcore (1980 − 1986)

Agnostic Front; D.O.A.; The Exploited; Bad Brains; Misfits; GBH; Discharge; Dead Kennedys; Minor Threat; Black Flag
- Thrash metal (1983 − presente)

Metallica; Slayer; Anthrax; Megadeth; Exodus; Overkill; Kreator; Destruction; Sodom; Testament; Nuclear Assault; Death Angel; Pantera; Sepultura; Children of Bodom
- First wave of black metal (1981 − 1986)

Venom; Bathory; Mercyful Fate; Celtic Frost
- Norwegian black metal (1990 − presente)

Mayhem; Darkthrone; Immortal; Gorgoroth; Emperor; Satyricon; Enslaved; Dimmu Borgir; Cradle of Filth
- Grindcore (1987 − presente)

Napalm Death; Carcass; Repulsion; Exhumed; Extreme Noise Terror; Cephalic Carnage; Brutal Truth
- Death metal (1985 − presente)

Possessed; Death; Morbid Angel; Obituary; Deicide; Cannibal Corpse; Immolation; Autopsy; Nile; Dying Fetus
- Death metal sueco (1990 − presente)

Grave; Entombed; At the Gates; Unleashed; Dismember; Arch Enemy; Soilwork; In Flames; Dark Tranquillity; The Haunted
- Goth metal (também como Doom metal no DVD) (1990 − presente)

Paradise Lost; Tiamat; Therion; Type O Negative; My Dying Bride; Anathema; Theatre of Tragedy; Katatonia; Opeth
- Metalcore (1985 − presente)

Corrosion of Conformity; Suicidal Tendencies; Dirty Rotten Imbeciles; Machine Head; Stormtroopers of Death; Hatebreed; The Dillinger Escape Plan
- Grunge (1988 − 1993)

Green River; The Melvins; Soundgarden; Mudhoney; Nirvana; Alice in Chains; Mother Love Bone; Stone Temple Pilots; Pearl Jam
- Industrial metal (1988 − presente)

Ministry; White Zombie; Godflesh; Nine Inch Nails; Fear Factory; Marilyn Manson; Static-X; Rammstein
- Hard alternative (1985 − presente)

Faith No More; Jane's Addiction; Prong; Living Colour; The Smashing Pumpkins; Rage Against the Machine
- Nu metal (1994 − presente)

Biohazard; KoЯn; Slipknot; Limp Bizkit; Godsmack; Coal Chamber; System of a Down; Disturbed; Kittie
- New Wave of American Metal (2000 − presente)

Shadows Fall; Lamb of God; Darkest Hour; Chimaira; Killswitch Engage; Unearth; God Forbid

## Crítica
Rod Zartow do Golden Gate Music demonstrou na sua crítica proferida ao documentário que foi esquecido de mencionar a influência da banda The Who ao heavy metal, assim como negligenciou os aspectos mais pesados da música do The Doors e outros grupos do rock psicodélico.

## Trilha sonora
- Accept - "Balls to the Wall".
- Arch Enemy - "Silent Wars" (ao vivo).
- Blue Cheer - "Summertime Blues".
- Burn To Black - "Winter Rancid Skies".
- Burn To Black - "Into Shadow".
- Burn To Black - "Microcosmic".
- Burn To Black - "Hellspell".
- Cannibal Corpse - "Decency Defied".
- Children of Bodom - "Needled 24/7".
- David MacDonaldson - "Partita In C Minor - Chorale".
- Diamond Head - "Am I Evil?".
- Dio - "Heaven and Hell" (ao vivo).
- Emperor - "Inno a Satana".
- Enslaved - "Havenless".
- Girlschool - "C'Mon Let's Go".
- Iron Maiden - "Run to the Hills" (ao vivo).
- Iron Maiden - "The Number of the Beast".
- Lamb of God - "Laid to Rest".
- Metallica - "Master of Puppets".
- Mötley Crüe - "Girls, Girls, Girls".
- Motörhead - "Ace of Spades".
- Motörhead - "Killed by Death".
- Rage Against the Machine - "Killing in the Name".
- Richard Wagner - "Faust Overture".
- Rush - "Working Man".
- Sepultura - "Arise".
- Slayer - "Disciple".
- Slipknot - "(Sic)".
- Tim Renwick e Andy Caine - "Ain't Got a Pot To…".
- Twisted Sister - "We're Not Gonna Take It".
- Van Halen - "Eruption" (ao vivo).
- Venom - "Bloodlust".